# Медицинское изделие
Медици́нское изде́лие — устройство, которое используется для диагностики, профилактики или лечения различных болезней. Включает инструменты, аппараты, имплантаты, реактивы в пробирке, расходные материалы, приспособления, приборы, мебель и другие изделия.
В России к медицинским изделиям не относятся средства, оказывающие «фармакологическое, иммунологическое, генетическое или метаболическое воздействие на организм человека».
Без специальных медицинских приборов было бы трудно достичь эффективного воздействия лекарственных препаратов на организм человека, а также введения некоторых лекарственных химических веществ внутрь организма. Поскольку лекарственные средства с помощью медицинских устройств воздействуют гораздо эффективнее на живой организм с помощью различных физических, механических или тепловых эффектов.
Существуют как общепринятые медицинские приборы, используемые в различных отраслях медицины, так и достаточно новые приборы, чаще индивидуального применения, для лечения или диагностики конкретных заболеваний.
Медицинские приборы значительно различаются по сложности и способу применения. Примерами могут быть как простые устройства, такие как: медицинские термометры и одноразовые перчатки, так и более сложные, требующие специальной квалификации врачей: компьютеры и приборы для проведения медицинских обследований, внедрения в организм имплантатов и протезов. Конструкция медицинских устройств составляет основной сегмент области биомедицинской инженерии.
Во многом благодаря медицинским приборам, улучшилось качество жизни, стало возможным лечение ряда сложных заболеваний. Первый патент на медицинский прибор США был выдан в 1776 году. Одним из простейших медицинских приборов является термометр.
Глобальный рынок медицинских устройств оценивался в 209 млрд $ в 2006 году и в 220—250 млрд $ в 2013 году.

## Классификация медицинских изделий
Для классификации медицинских изделий, как правило, применяется Глобальная номенклатура медицинских изделий (en:Global Medical Device Nomenclature, GMDN).
Кроме предназначенных для диагностики in vitro, медицинские изделия разделяют:
- по степени безопасности на:

- класс 1 — медицинские изделия с низкой степенью риска;
- класс 2а — медицинские изделия со средней степенью риска;
- класс 2б — медицинские изделия с повышенной степенью риска;
- класс 3 — медицинские изделия с высокой степенью риска.

- по функциональному назначению, имея в виду такие критерии, как:

- длительность применения;
- инвазивность;
- способ взаимодействия с человеческим телом;
- источники энергии;
- жизненно важные функции.

Программное обеспечение, применяемое для работы медицинских приборов, также относится к медицинским изделиям и получает класс, одинаковый с медицинским изделием, для которого оно предназначено.

### Классификация медицинской аппаратуры
- Наркозно-реанимационная аппаратура:

- Аппарат ИВЛ и наркоза
- Транспортные аппараты ИВЛ и наркоза
- Инфузионный насос
- Дефибрилляторы
- Увлажнители для ИВЛ
- Аппараты для пневмоторакса
- Кислородные концентраторы
- Системы жизнеобеспечения для ПИТ

- Хирургическое оборудование

- Электрохирургические аппараты
- Лазерные хирургические аппараты
- Отсасыватели
- Светильники бестеневые хирургические
- Операционные столы

- Гинекология и Неонаталогия

- Гинекологические кресла
- Неонаталогия (инкубаторы, фототерапия…)
- Фетальные мониторы
- Кольпоскопы

- Прикроватные мониторы

- Приборы функциональной диагностики

- Психофизиологические исследования
- Системы Холтеровского мониторирования
- Спироанализаторы
- УЗИ сканеры
- Компьютерные диагностические комплексы
- Прочее оборудование
- Электрокардиографы (1-, 3-, 6-, 12-канальные)

- Кардиостимуляторы

- Эндоскопическое оборудование:

- Урология

- Педиатрическая урология

- Гинекология
- Хирургия
- Ректоскопы
- Визуализация
- Оборудование и инструменты для оториноларингологии (ЛОР)
- Интегрированная операционная система (CORE)

- Терапевтическое оборудование:

- Ингаляторы
- Микроволновая терапия
- Высокочастотная терапия
- Ударно-волновая терапия
- Низкочастотная терапия
- Многофункциональные аппараты для физиотерапии
- Ультразвуковая терапия
- Магнитотерапия
- Лазерная терапия

- Лазерные терапевтические аппараты «Матрикс» и «Мустанг»
- Другие аппараты лазерной терапии

- Светолечение
- ТЭС-терапия

- Бактерицидные облучатели

- Рециркуляторы
- Настенные облучатели
- Потолочные облучатели
- Настенно-потолочные облучатели
- Передвижные облучатели
- Бактерицидные лампы

- Реабилитационное оборудование:

- Кресла-каталки
- Противопролежневые матрасы
- Пассивная разработка конечностей
- Столы для вытяжения

- Косметология:

- Аппараты лимфодренажа
- Ванны
- Кресла массажные
- Массажные столы

- Домашняя медицина:

- Электрофорез
- Кварцевые лампы
- Домашняя магнитотерапия
- Дарсонваль

- Крематоры

- Оборудование для скорой помощи:

- Укладки медицинские и Оборудование для скорой помощи
- Комплекты шин

- Утилизация медицинских отходов

## Разработка, макетирование и производство изделий
Производство медицинских устройств требует уровень контроля соответствующий категории такого устройства, а именно, чем выше риск при его применении, тем выше должен быть производственный контроль.
В настоящее время разработка медицинских приборов и устройств проходит с помощью специализированных САПР, что позволяет значительно сокращать временные и финансовые затраты.
В случае невыполнения целевых задач экономии и затрат по производству устройств, разработки приведут к значительным потерям для организации. Кроме того, учитывая глобальную конкуренцию, это не просто необходимость для новых биомедицинских устройств, это необходимо для биомедицинских производственных компаний. Реализация новых конструкций и проектов может быть очень дорогостоящей, особенно у продуктов с коротким жизненным циклом. По мере развития технологий, как правило, уровень качества, безопасности и надежности растет экспоненциально со временем.
Например, исходными моделями искусственных электрокардиостимуляторов являлись внешние вспомогательные устройства, которые передают электрические импульсы в мышцы сердца с помощью электродов, ведущие на грудную клетку пациента. Электроды связывались с сердцем непосредственно через грудь, позволяя подавать стимулирующие импульсы, чтобы пройти через тело. В дальнейшем стали испытывать кардиостимуляторы внутреннего назначения, так как стимуляция сердца, как правило, нужна на протяжении достаточно долгого времени. Дальнейшее развитие таких приборов после испытаний привело к тому, что в организм человека прикрепляли (вживляли) устройство, которое будет работать в течение всей жизни пациента.

## Регулирование обращения медицинских изделий

### В России
Для законного применения в здравоохранении РФ все медицинские изделия должны быть зарегистрированы уполномоченным государственным органом — Росздравнадзором, и информация о регистрации содержаться в Государственном реестре медицинских изделий, который ведётся указанной федеральной службой. До 2021 года, кроме того, медицинские изделия должны были проходить процедуру обязательного подтверждения соответствия в форме декларирования или сертификации согласно перечню об обязательном декларировании по ГОСТ Р.
Для медицинских изделий, которые используются для измерений, должно соблюдаться единство измерений. Использование системы метрологического контроля в области здравоохранения закреплено в Федеральном законе от 26 июня 2008 года № 102-ФЗ «Об обеспечении единства измерений». Сведения о зарегистрированных средствах измерений доступны в Федеральном информационном фонде по обеспечению единства измерений.

### В других странах
Регуляция обращения медицинских изделий в различных странах может отличаться способами контроля и мерой ответственности лиц и организаций, причастных к производству, калибровке и применению изделий. Например, в США надзор осуществляется правительственной организацией Food and Drug Administration.

### Стандартизация и нормативное регулирование
В приложении к качеству медицинских изделий существует несколько групп стандартов ISO:
- ISO 10993 — серия стандартов для исследования биологического действия медицинских изделий;
- ISO 13485 — стандарт, содержащий требования к системе менеджмента качества производителей медицинских изделий. Требования к системе менеджмента качества, установленные в настоящем стандарте, являются дополнительными по отношению к техническим требованиям к продукции;
- ISO 9000 — серия стандартов, описывающих требования к системе менеджмента качества организаций и предприятий, в основе которых лежат идеи и положения теории всеобщей технологии качества;
- МЭК 60601-1 — серия стандартов, описывающих общие требования безопасности с учетом основных функциональных характеристик к медицинским изделиям. МЭК 62304 устанавливает требования к жизненному циклу программного обеспечения медицинских изделий.

Разработано большое количество стандартов медицинского оборудования: от отдельных видов до комплексных стандартов оснащения медицинских центров. Главной целью разработки стандартов были и остаются качество и безопасность используемого оборудования

## Вопросы кибербезопасности
Медицинские приборы, такие как кардиостимуляторы, инсулиновые помпы, мониторы для операционного помещения, дефибрилляторы и хирургические инструменты, в том числе стимуляторы мозга, имеют возможность передавать важную информацию о состоянии тела пациента для медицинских специалистов. Также многие из этих устройств могут управляться дистанционно. Эти особенности породили беспокойство по поводу конфиденциальности и безопасности, касающиеся человеческой ошибки и технических сбоев. Были проведены исследования на восприимчивость медицинских устройств ко взлому, и оказалось, что риск существует.
В 2008 году программисты доказали, что кардиостимуляторы и дефибрилляторы могут быть взломаны через беспроводное радиооборудование, антенны и персональные компьютеры. Эти исследования показали, что можно остановить работу дефибрилляторов и кардиостимуляторов и перепрограммировать их, чтобы доставить потенциально смертельные удары пациенту или запустить свою программу работы. У Джея Редклифа, одного из исследователей, все это вызвало опасения по поводу безопасности медицинских устройств. Он поделился своими опасениями на конференции по безопасности. Рэдклифф боится, что устройства являются уязвимыми, и обнаружил, что смертельная атака возможна также в отношении инсулиновых помп и мониторов глюкозы.
Некоторые производители медицинских устройств преуменьшают угрозы от таких атак и утверждают, что продемонстрированные атаки были выполнены квалифицированными специалистами по безопасности и что это вряд ли произойдет в реальном мире. В то же время другие производители попросили экспертов по безопасности программного обеспечения исследовать безопасность своих устройств.
В июне 2011 года эксперты по безопасности показали, что с помощью легко доступных аппаратных средств и руководства пользователя, ученый может просмотреть информацию о системе беспроводного насоса инсулина в сочетании с монитором глюкозы. С помощью специального беспроводного устройства ученый мог управлять дозировкой инсулина. Ананд Рагунатан, исследователь в данном отрасли, объяснил, что медицинские устройства со временем становятся все меньше и легче, так что с ними можно легко перемещаться. Недостатком является то, что дополнительные функции безопасности поспособствуют увеличению размера аккумулятора и росту цен на приборы. 
Доктор Уильям Майзель предложил несколько мыслей, мотивирующих к решению проблемы со взломами. Во-первых, взломщики могут приобрести частную информацию для извлечения финансовой выгоды или преимущества; во-вторых, возможно нанесение ущерба репутации изготовителя устройства; в-третьих, намеренное нанесение финансовых травм злоумышленником человеку.
Исследователи предлагают несколько гарантий; одно из решений — использование чередующихся кодов; другое решение состоит в использовании технологии, называемой «беспроводная связь через тело человека» «body-coupled communication», которая использует человеческую кожу в качестве волновода для беспроводной связи. 